# 근전설 비원순 근고모음
전설 비원순 고모음(前舌 非圓脣 高母音) 또는 전설 평순 폐모음(前舌 平脣 閉母音)은 홀소리의 하나이다. 국제 음성 기호로는 작은 대문자 I를 쓴다.
- 이 홀소리는 혀의 위치를 전설모음에 가깝게 해서 발음하는 전설모음이다.
- 이 홀소리는 입술을 둥글게 하지 않고 발음하는 비원순모음이다.
- 이 홀소리는 혀의 위치를 고모음에 가깝게 해서 발음하는 고모음이다.

### 예
| 언어                  | 철자   | 발음    | 뜻     | 비고                        |
| 영국 영어의 용인 발음 | bit    | [bɪʔt]  | '조금' | 젊은 화자에서는 중고모음화. |
| 오스트레일리아 영어   | bit    | [bɪ̟t]   | '조금' | 전설모음화.                 |
| 미국 영어             | bit    | [bɪ̞t]   | '조금' | 중고모음화.                 |
| 독일어                | bitte  | [ˈb̥ɪ̞tə] | 제발   | 중고모음화.                 |
| 상하이어              | 一     | [ɪ̞ʔ˥]   | 1      | 폐음절에서만 중고모음화.    |
| 웨일스어              | mynydd | [mənɪð] | 산(山) |                             |